# Isabel Rochat
Isabel Rochat, née le 1er août 1954 à Jussy (Genève), est une personnalité politique genevoise, membre du Parti libéral-radical. Elle est conseillère d'État de 2009 à 2013.

## Biographie
Après avoir obtenu une licence en sciences politiques à la HEI de Genève en 1981, elle travaille comme économiste auprès d'entreprises multinationales et occupe en particulier un poste de directrice adjointe auprès d’une société américaine de trading.
Elle est élue conseillère municipale de la commune de Thônex de 1995 à 2003, puis conseillère administrative de la même ville jusqu'en 2009, avant d'être élue au Conseil d'État du canton de Genève le 15 novembre 2009. À ce poste, elle est responsable du Département de la sécurité, de la police et de l'environnement, qu'elle abandonne au profit du Département de la Solidarité et de l'emploi à la suite des élections de juin 2012. 
Elle est membre de la Commission fédérale contre le racisme jusqu'en décembre 2012, en qualité de représentante de la Conférence des directeurs des départements cantonaux de justice et police.
Elle n'est pas réélue à l'issue du second tour des élections cantonales en novembre 2013.